# Thompson García
Thompson García (Esmeraldas, 16 de diciembre de 1970) es un exboxeador de Ecuador, que compitió en la división de peso pesado (> 91 kg).

## Amateur
García ganó la medalla de plata de peso semipesado en los Juegos Panamericanos de 1995, donde perdió la final ante Antonio Tarver de los Estados Unidos.
Representó a su país natal en el peso pesado en los Juegos Olímpicos de Verano de 1996 en Atlanta, Georgia, donde perdió ante Georgi Kandelaki.

## Pro
Se convirtió en profesional en 1999 en peso crucero, pero perdió su primer combate y se retiró el próximo año con un récord de 3-2.